# Бакибека
Бакибе́ка (каз. Бақыбек) — село у складі Тюлькубаського району Туркестанської області Казахстану. Входить до складу Майликентського сільського округу.
До 2007 року село називалось Кізень.
Населення — 550 осіб (2021; 644 у 2009, 546 у 1999, 961 у 1989).